# ハンガー・ストライキ

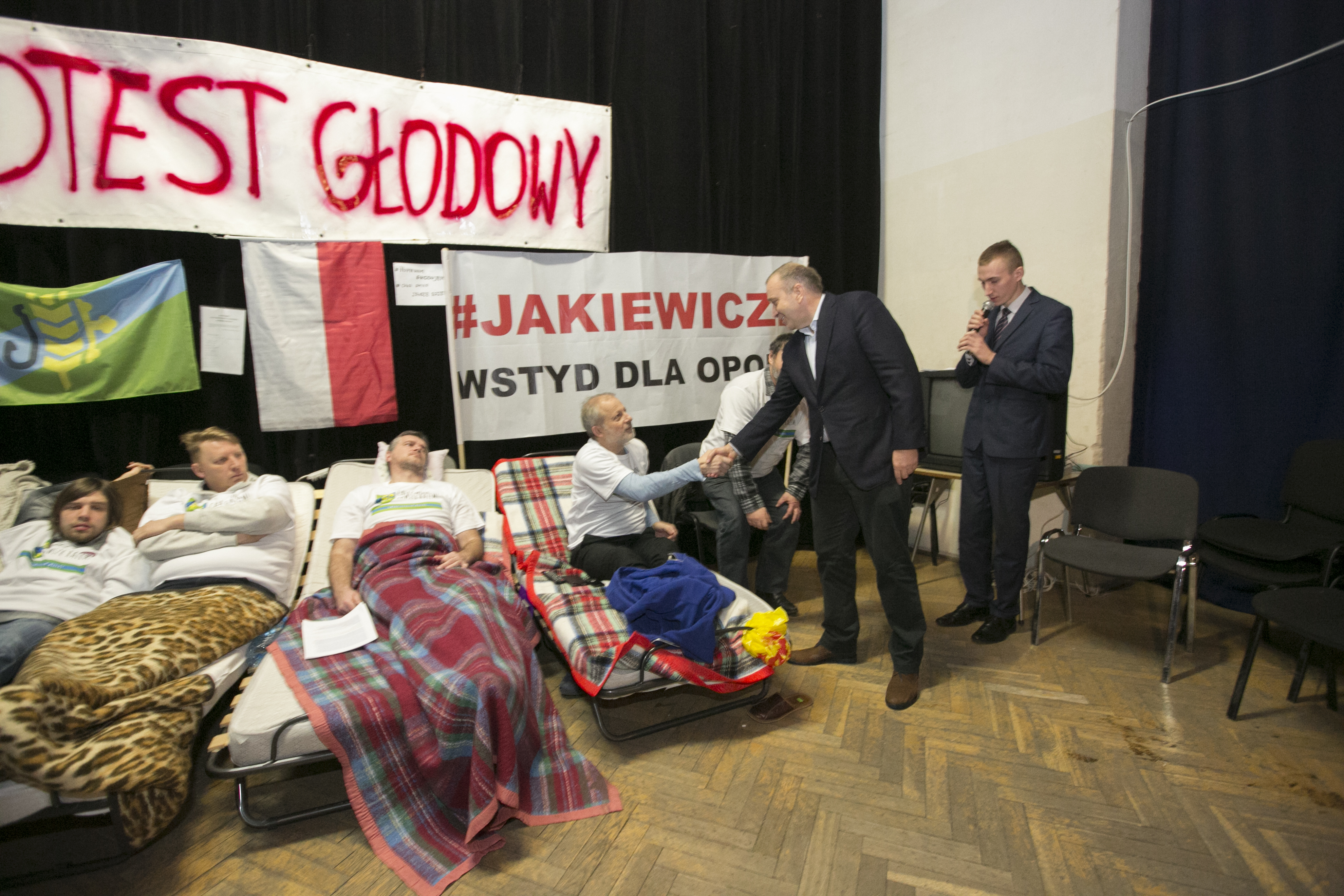
ポーランドで行われたハンガー・ストライキ

ハンガー・ストライキ（英語: hunger strike）とは、マハトマ・ガンディーにより始められた非暴力抵抗運動の方法の一つである。何らかの主張を世間に広く訴えるために、断食を行うストライキの一種。「飢餓（ハンガー）によるストライキ」という意味である。略して「ハンスト」ともいう。

## 活動内容
公共の場（受刑者の場合は刑務所内）に座り込み、断食することで、相手が要求を受け入れなければ餓死に至るという状況に追い込むことで注目を集め、自分の主義・主張を通そうとしたり、それを世に広めたりするのが目的である。完全に飲食を絶つのではなく水だけ、あるいは塩と水だけを摂ったりする場合もある。流動食を限定的にとるものもある。

## ハンガー・ストライキの例
ロシア帝国の刑務所では、ゴロドーフカ（Голодовка）というハンガー・ストライキがよく行われており、それはソ連時代も続いていた。
イギリスにおける女性参政権運動では投獄されたサフラジェットがハンガー・ストライキをしばしば抗議手段として用いた。
アイルランドにおいては歴史的にハンガー・ストライキがしばしば反英運動の中で用いられてきた。1981年に行われた北アイルランド独立運動の闘士による刑務所でのハンガー・ストライキでは死者も出ている。この時の経緯は『HUNGER/ハンガー』として映画化されている。
日本でも、入国管理センターの入国者収容所で、収容の長期化や虐待への抗議のため、被収容者たちによるハンガー・ストライキが繰り返し行われている。その他にも各種の団体や個人が行っている。特に世間の注目を集めた例としては、1992年9月、検察庁が金丸信と東京佐川急便との癒着疑惑（東京佐川急便事件）を政治資金規正法違反のみの略式起訴による罰金で幕引きを図ったことに、青島幸男が抗議して実施したものが挙げられる。青島のハンガー・ストライキは、30時間以上が経過したところで脱水症状に陥ったために緊急入院せざるを得なくなり、中断を余儀なくされた。しかし、青島が呼びかけた「検察庁に抗議のハガキを送ろう」という運動には、多くの賛同者が現れた。後に検察庁は金丸に対して強制捜査に踏み切り、金丸は巨額脱税事件で逮捕・起訴された。
韓国においても、一人デモと並んで、よく行われる抗議手段として知られている。
2021年7月10日よりフランス人のヴィンセント・フィショ (Vincent Fichot) が日本の千駄ケ谷駅前にて自らの子どもの連れ去りに抗議するためのハンガー・ストライキを始めた。